# Ронський льодовик
46°36′16″ пн. ш. 8°23′10″ сх. д. / 46.60454° пн. ш. 8.38605° сх. д.
Ронський льодовик — долинний льодовик у витоках Рони на крайньому північному сході кантону Вале в Центральних Альпах, Швейцарія. 
Його довжина майже 8 км середня ширина близько 2 км і площа близько 15 км². 
Льодовик був головною туристичною визначною пам'яткою, особливо в XIX та на початку XX століть, через його язик, який сягав далеко в долину поблизу Глеча. 
Він безперервно скорочується з середини XIX століття та може повністю зникнути до 2100 року. 

## Розташування

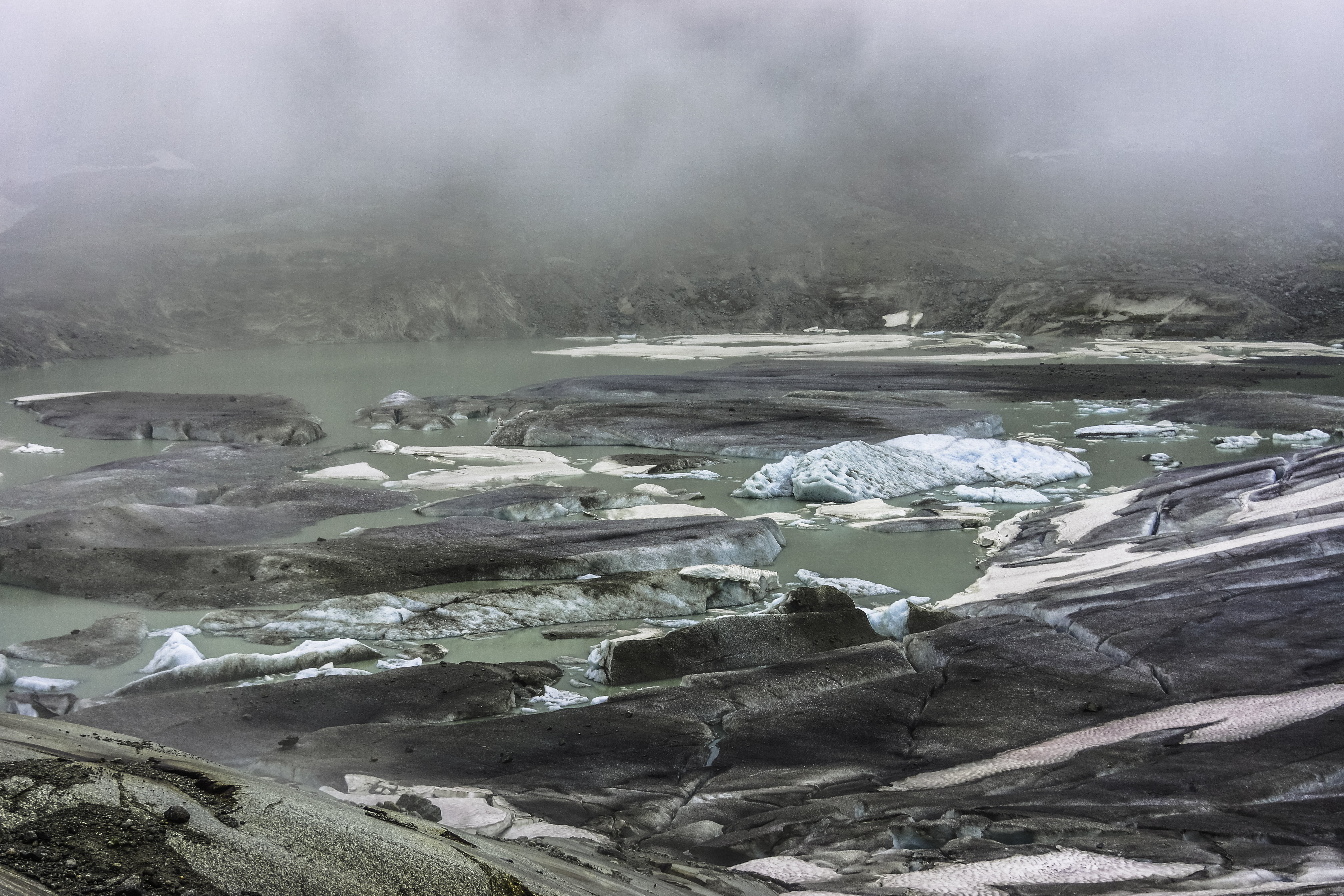
Льодовикове озеро, липень 2012 року

Ронський льодовик утворюється на відносно плоскому південно-західному схилі гірського масиву Вінтерберг на Даммастоку приблизно на висоті 3600 м над рівнем моря. 
Перші 2,5 км льодовикове поле називається Еггфірн і долає різницю у висоті близько 600 м. 
На висоті 3080  м льодовик з’єднується з льодовиком Тріфт на півночі від вкритого фірном Нижнього Тріфтлюке. 
На середину 2020-х льодовик Рони тече на південь з невеликими вигинами та середнім градієнтом 16%, оточений Тіералплісток ( 
3383  м) і Герстенгорерн (3189 м) на заході та Галеншток (3586 м) на сході. 
Язик льодовика зараз знаходиться на висоті трохи більше 2200 м над крутим скелястим схилом. 
Звідси витікає Рона. 
Внаслідок постійного відступу льодовика за порогом крутого схилу у 2006/2007 рр. почало утворюватися невелике озеро. 
Це льодовикове озеро значно збільшилося, оскільки Ронський льодовик продовжуватиме танути.

## Розвиток з XIX століття
Від піку Малого льодовикового періоду в XIX столітті та до початку XX століття Ронський льодовик простягався над крутим схилом нижче сьогоднішнього язика до дна долини Глеч на висоті приблизно 1800  м, а іноді навіть до готелів в Глечі. 
Максимальна довжина в 1856 році все ще чітко видно сьогодні з гладких, голих скель та відкладеного моренного матеріалу. 
Відтоді льодовик неухильно зменшувався і, можливо, відступить до найвищих снігових полів до кінця XXI століття. 

## Наукові дослідження
Ронський льодовик є одним із найкраще вивчених льодовиків; Інженер Госсет розпочав перші геодезичні вимірювання в 1874 р. 

З тих пір велася майже безперервна серія спостережень, як зміни довжини, так і товщини льоду систематично реєструвалися. 
Також були досліджені швидкості та напрямки течії в різних ділянках льодовика. 
Одним із результатів ранніх досліджень льодовиків є книга Поля-Луї Меркантона (1876–1963) «Surveys on the Rhone Glacier» 1874–1915, опублікована в 1916 році, стандартна робота з науки про льодовики. 
У середньому льодовик Рони відступав на 8,5 м щорічно з 1874 року, а також втрачав приблизно 25 см товщини льоду щорічно.

## Розвиток
У долині Глеч пірамідальні колони висотою приблизно 1,5 м з датами (з 1815 р.) відзначають відступ льодовиків у ХІХ столітті. 
Оскільки Ронський льодовик лежить на дорозі до перевалу Фурка, класичному маршруті подорожей через Швейцарські Альпи, це найлегше доступний льодовик у Швейцарії. 
Від готелю «Belvédère» на перевалі, закритому з 2015 року, до льодовика можна дістатися платною стежкою завдовжки кілька сотень метрів. 
Тут можна відвідати льодовиковий грот. 

Щоб зберегти його, робляться спроби затримати подальше відступання кінця льодовика, накриваючи його білим брезентом, щоб захистити від сонячного світла. 

## Ронський льодовик у Льодовиковий період
Під час льодовикових періодів Ронський льодовик та його бічні льодовики мали найбільшу масу льоду з усіх альпійських льодовиків. 
Він заповнив всю долину Вале-Рона льодовиковою масою товщиною до 2000 м і з'єднався з льодовиками, що стікали з бічних долин Вале, з гірського масиву Монблан і з Фрайбурзьких і Бернських Альп. 
В районі Женевського озера він мав біфуркацію на два рукави, один з яких простягався далі вниз по долині Рони до району на схід від Ліона. Інший рукав простягався на північний схід над височиною Жора, покриваючи все західне плато льодом і з'єднуючись з льодовиком Ааре в районі Берна. 
Під час льодовикового максимуму притоки Ронського льодовика текли через Коль-де-Мосс і перевали в Роше-де-Ней в долину Саан і зливались з льодовиком Саан. 

Під час льодовикових максимумів льодовикових періодів Рісс і Вюрм найближчий край гір Юра до Швейцарського плато в районі Мон-Тандр, був частково покритий Ронським льодовиком. 
Під час Вюрмського льодовикового періоду Ронський льодовик просунувся до району Ванген-ан-дер-Ааре між Золотурном і Лангенталем, про що свідчать залишки колишніх морен і ранніх будівель з альпійської породи, таких як церква в Обердорфі та вежа замку у Вассерамті. 
Ератичні валуни, що складаються з граніту або гнейсу з Валійських Альп, поширені в західному Міттелланді. 
Їх можна було транспортувати до місця розташування лише льодовиками, тому вони стали основним аргументом на користь теорії льодовикового періоду Луї Агассіза на основі брили П'єрабо. 